# كوميرسي
كوميرسي ( 
نطق فرنسي: [kɔmɛʁsi]  ( أنصت)
```
هي 
بلدية
 في 
إقليم
 
موز
 وتحديداً في منطقة 
الشرق الكبير
 في شمال شرق فرنسا. 
[
5
]
 ولِد مؤرخ لورين من القرن الثامن عشر نيكولا لوتون دوريفال (1713-1795) في كوميرسي.
```

## التاريخ
يعود تاريخ كوميرسي إلى القرن التاسع، وفي ذلك الوقت كان سادتها يعتمدون على أُسقُف ميتز.  ومن الجدير بالذكر أنه في عام 1544 حاصرها تشارلز الخامس شخصيًا. كانت سيادة كوميرسي في يد جان فرانسوا بول دي جوندي، الكاردينال دي ريتز، لبعض الوقت، والذي عاش في المدينة لعدة سنوات، وهناك قام بتأليف مذكراته.  وفي عهده، اشترى تشارلز الرابع، دوق لورين، المدينة.  وفي عام 1744 أصبحت مقر إقامة ستانيسلاف ليسزينسكي، ملك بولندا، والذي بذل الكثير في تزيين كلٍ من المدينة، والقلعة، والحي. 
كوميرسي هي موطن كعكة مادلين، والتي أشار إليها الروائي مارسيل بروست في روايته: À la recherche du temps perdu . 

## مشاهير من كوميرسي
- إليزابيث شارلوت دي أورليان (1676-1744)، جدة الملكة ماري أنطوانيت.
- نيكولاس دوريفال (1723-1795)، مؤرخ
- نيكولا ألايدون (1738-1827)، كوري دي تول، هاجر خلال الثورة الفرنسية، مؤلف جورنال دو أون بريتيري لا ريفوليوشن [8] (24 أكتوبر 1738 - 1827).
- هنري براكونو (1780–1855)، كيميائي
- هنري بروكار (1845-1922)، عالم رياضيات
- جورج مانجين (1873-1908، ضابط ومستكشف
- بينو فيني (1889-1965)، كاتب سيناريو ومخرج ألماني فرنسي
- موريس كلوش (1907-1990)، مخرج سينمائي
- روجر ليفي (1914-2006)، Compagnon de la Libération
- إليزابيث دي ميريبيل (1915-2005)، فرنسا الحرة
- دومينيك ديسين (1944)، رجل أعمال
- باسكال فيجنيرون (مواليد 23 يونيو 1963)، عازف أورغ، عازف بوق، قائد أوركسترا، مدير مهرجان تول باخ.

## في الأعمال الخيالية
كوميرسي هي الموقع الرئيسي لفيلم The Train لعام 1964، على الرغم من أنه لم تستخدم المدينة لأغراض التصوير.

## المدن التوأم
كوميرسي تعد توأمة مع مدينة هوكنهايم الألمانية.

## وصلات خارجية
- مكتب السياحة دو باي دو كوميرسي (فرنسا)
- مكتب السياحة دو باي دو كوميرسي (الاتحاد الأوروبي)